# Grado 3
Grado 3 (2009) es una comedia sexual chilena dirigida por Roberto Artiagoitía, el Rumpy. Fue escrita por este, junto con Mateo Iribarren y Sebastián Sepúlveda, y está basada en el guion de la cinta canadiense Young People Fucking (2007) dirigida, escrita y producida por Martin Gero y Aaron Abrams.
La película mezcla cinco historias sexuales que transcurren en una misma noche, y está protagonizada por Benjamín Vicuña, Claudia Burr, Fernando Farías, Patricia López, Fernando Godoy, Héctor Morales y Mónica Godoy.
El título hace referencia a un eufemismo creado por el director, quien también es el conductor de un conocido programa radial en Chile llamado El chacotero sentimental. En ese programa los auditores llaman para hablar de sus problemas sexuales, y el término Grado 3 hace referencia al momento mismo del coito, después de los grados 1 y 2. La película, por cierto, está estructurada en tres capítulos en los que se hace notar el avance de los encuentros sexuales como Grado 1, Grado 2 y Grado 3. 
Su estreno en Chile fue el 9 de julio de 2009 con 55 copias.

## Argumento
En una misma noche, cinco parejas se reúnen a tener sexo por distintas razones. Las cinco historias pretenden reflejar diferentes realidades en torno a la forma de cómo se relacionan los chilenos: un matrimonio joven de clase alta (Matías Oviedo e Isidora Cabezón) que ve cómo se desgasta su relación por la rutina; un estudiante (Fernando Godoy) que empuja a su compañero de departamento (Francisco Celhay) a tener sexo con su novia (Cristina Peña y Lillo); una pareja de exnovios (Benjamín Vicuña y Claudia Burr) que se reencuentran después de un largo tiempo; un hombre homosexual (Héctor Morales) y su mejor amiga (Mónica Godoy) que pretenden tener sexo como una manera de matar el aburrimiento; y la historia de un chispeante abuelo (Fernando Farías) que decide celebrar su cumpleaños en la compañía de una atractiva prostituta (Patricia López).

## Elenco
- Benjamín Vicuña como Gastón.
- Claudia Burr como Marcela.
- Héctor Morales como Matías.
- Mónica Godoy como Cristina.
- Matias Oviedo como Cristián.
- Isidora Cabezón como Gabriela.
- Fernando Farías como Armando.
- Patricia López como Teresa.
- Fernando Godoy como Javier.
- Cristina Peña y Lillo como Inés.
- Francisco Celhay como David.

## Producción
Cuenta la revista On Off que "durante el Festival de Cine de Toronto, Carlos Hansen, uno de los dueños de la distribuidora cinematográfica BF Distribution, y Juan de Dios Larraín, productor de cintas como Tony Manero y Fuga, conversaron sobre la idea de hacer una comedia en Chile". Hansen, que había visto allí la comedia canadiense llamada Young People Fucking, le comentó a Larraín acerca de esta cinta, que se juntaron a ver semanas después. Posteriormente adquirieron los derechos del filme, y una vez adaptado el guion, ambos coincidieron en que el mejor director para una comedia sexual de este tipo sería Artiagoitía, protagonista de El chacotero sentimental y realizador de su exitosa segunda parte, Radio Corazón.